# Aérodrome de Saint-Galmier
L’aérodrome de Saint-Galmier (code OACI : LFKM) est un aérodrome agréé à usage restreint, situé à 2 km au nord-ouest de Saint-Galmier dans la Loire (région Auvergne-Rhône-Alpes, France).
Il est utilisé pour la pratique d’activités de loisirs et de tourisme (aviation légère, parachutisme et aéromodélisme).

## Installations
L’aérodrome dispose d’une piste en herbe orientée sud-nord (16/34), longue de 650 mètres et large de 50.
L’aérodrome n’est pas contrôlé. Les communications s’effectuent en auto-information sur la fréquence de 123,500 MHz.
S’y ajoutent :
- une aire de stationnement ;
- des hangars ;
- un restaurant[3].

## Activités
- Aéro-club d’Andrézieux-Bouthéon - St-Galmier